# 纹皿柱兰
纹皿柱兰（学名：Lecanorchis thalassica）为兰科皿柱兰属下的一个种。

## 扩展阅读
- 維基物種上的相關：纹皿柱兰